# Décès en 1099
Décès
- 1095
- 1096
- 1097
- 1098
- 1099
- 1100
- 1101
- 1102
- 1103

Cette page dresse une liste de personnalités mortes au cours de l'année 1099 :
- 14 avril : Conrad (en), évêque d'Utrecht.
- 20 avril : Pierre Barthélemy, moine, soldat et mystique français, inventeur supposé de la relique connue comme la  Sainte Lance.
- 8 juillet : Lawrence (en), archevêque de Split.
- 10 juillet : Rodrigo Díaz de Vivar, le Cid, à Valence[1].
- 18 juillet : Fujiwara no Moromichi, régent kampaku et d'udaijin.
- 29 juillet : Urbain II, pape.
- 18 août : Teodino Sanseverino, cardinal italien.
- 21 août : Érard III du Puiset, seigneur du Puiset et vicomte de Chartres.
- 3 décembre[2] : Osmond de Sées, puis Osmond de Salisbury, évêque de Salisbury, Lord Chancelier d'Angleterre et conseiller privé du roi Guillaume le Conquérant.

- Gautier de Pontoise, religieux français.
- Rhigyfarch (en), évêque de Saint David's.
- Stefan (en), évêque de Płock (en)

date incertaine (vers 1099)
- Donald III, roi d'Écosse.
- Erlend Thorfinnsson, co-comte des Orcades.
- Ermengarde de Carcassonne, vicomtesse de Carcassonne, de Béziers et d’Agde.
- Paul Thorfinnsson, co-comte des Orcades.

## Crédit d'auteurs
- Cet article est partiellement ou en totalité issu de l'article intitulé « 1099 » (voir la liste des auteurs).